# 575 Renate
Az 575 Renate egy a Naprendszer kisbolygói közül, amit Max Wolf fedezett fel 1905. szeptember 19-én.